# 11859 Danngarcia
11859 Danngarcia è un asteroide della fascia principale. Scoperto nel 1988, presenta un'orbita caratterizzata da un semiasse maggiore pari a 2,3429640 au e da un'eccentricità di 0,1647109, inclinata di 7,54444° rispetto all'eclittica.